# Милтаун (Висконсин)
Милтаун (енгл. Milltown) град је у америчкој савезној држави Висконсин.

## Демографија
По попису из 2010. године број становника је 917, што је 29 (3,3%) становника више него 2000. године.
| Група             | 2000.       | 2010.       |
| Белци             | 863 (97,2%) | 887 (96,7%) |
| Афроамериканци    | 0 (0,0%)    | 3 (0,3%)    |
| Азијати           | 0 (0,0%)    | 0 (0,0%)    |
| Хиспаноамериканци | 7 (0,8%)    | 11 (1,2%)   |
| Укупно            | 888         | 917         |